# روابط ترکیه و مالزی
روابط ترکیه و مالزی (انگلیسی: Malaysia–Turkey relations) روابط خارجی بین مالزی و ترکیه می‌باشد. مالزی در آنکارا سفارت و در استانبول سرکنسولگری دارد، سفارت ترکیه در کوالا لامپور می‌باشد. هر دو کشور عضو کامل سازمان تجارت جهانی و سازمان همکاری اسلامی هستند. هر دو کشور در حوزه مناطق مربوط به خود، به عنوان قدرت منطقه ای و قدرت متوسط تلقی می‌شوند.